# 彦根市のマラリア対策
彦根市のマラリア対策（ひこねしのマラリアたいさく）では、滋賀県彦根市で行われたマラリア撲滅を目指した対策について説明する。かつて彦根市は48時間ごとに発熱する三日熱マラリアの流行地として知られていて、地域内ではありふれた病気の一つとして見られていた。彦根では1921年からマラリア対策が行われていたが、戦後、日本各地でマラリアの流行が収束していく中、滋賀県のみはマラリアの流行が続き、とりわけ彦根市のマラリア罹患者が多く、GHQの地方組織にあたる軍政部は彦根のマラリア流行を問題視し、軍政部からの指示をきっかけとして1949年から本格的なマラリア対策を開始した。対策開始後6年にしてマラリアの撲滅を達成し、彦根市のマラリア対策は高い評価を受け、戦後の公衆衛生に関わる取り組みの成功例のひとつして評価されている。

## 日本本土のマラリア
マラリアはメスのハマダラカが吸血時、ヒトにマラリア原虫を媒介することによって発症する感染症であり、結核、AIDSとともに三大感染症のひとつとされている。ヒトが感染するマラリアには三日熱(P. vivax)、四日熱(P. malariae)、熱帯熱(P. falciparum)、卵型(P. ovale)、サル・マラリア(P. knowlesi)の5種類が知られている。かつて日本では広く三日熱マラリアが発生していて、沖縄県の宮古諸島、八重山諸島では三日熱、四日熱、熱帯熱の3種類のマラリアが発生していた。
日本では古くからマラリアが発生していたと推測されていて、瘧（おこり）、（わらはやみ）、（えやみ）、（さむやみ）などと呼ばれていた。これらの病名は源氏物語、宇治拾遺物語、十六夜日記、そして藤原定家の日記である明月記などに記されている。明治時代にはマラリアは全国的に流行しており、資料不足のため正確な数は明らかではないものの、1903年には全国で約20万人のマラリア患者が発生していたと推定されている。

### 媒介蚊について
日本本土においてマラリアを媒介していた蚊は、シナハマダラカ（Anopheles sinensis）と考えられていた。シナハマダラカは日本各地で生息が確認されているが、水田が主な発生源であると考えられている。後述のように戦前から戦後にかけて日本国内の三日熱マラリア患者は急速に減少しており、水田面積が減少していないのにも関わらず、三日熱マラリアが急速に減少した事実の説明が難しいとの意見がある。
そこで日本本土のマラリア媒介蚊としてオオツルハマダラカ（Anopheles lesteri）が注目されるようになった。オオツルハマダラカも日本各地に広く分布していると考えられており、湿地帯で多く発生している。土地改良が進められて湿地帯が減少したことによってオオツルハマダラカの発生が少なくなり、その結果、三日熱マラリアも減少したのではとの仮説が提唱されている。

### マラリア5県
戦前、青森県、群馬県、栃木県、三重県、静岡県、福井県、滋賀県などでマラリア対策が実行された。各地の対策はマラリア患者に塩酸キニーネを無料で投与する無料診療が中心であり、流行が見込まれる場合には塩酸キニーネの予防投与が行われたこともあった。またマラリアを媒介するハマダラカの駆除を目的として発生する水域に石油を撒いたり、人家付近の樹木や雑草の除去を奨励した例もあった。戦前の各地の対策は計画的に遂行されたマラリアの予防策ではなかったものの、三日熱マラリアはキニーネがよく効くマラリアであるため、主に実行された塩酸キニーネ投与による無料診療は効果があったと考えられている。
マラリアは大正時代以降減少していき、大正末期には消滅した地域もあった。全国患者数も1920年ころには約9万、1934年から1938年には約2万と減少傾向が続いた。寄生虫学者の佐々学は、「日本のマラリアは大部分がいわばひとりでになくなった」と述べている。佐々は日本のマラリアの減少は土地改良による湿地の減少、水田の整備、そして農薬の散布の普及によって、ハマダラカの発生が少なくなったためではないかと分析しており、やはり寄生虫学者の森下薫も、ハマダラカの発生水域の減少がマラリア減少の要因であると考えている。
昭和に入るとマラリアは一部の地域に残存する形となり。1935年ころには福井県、滋賀県、富山県、石川県、愛知県の5県にマラリアが集中的に発生し、中でも福井県、滋賀県の2県で全国の半数以上の患者が発生するようになった。この福井県、滋賀県、富山県、石川県、愛知県の5県は「マラリア5県」と呼ばれた。

### 戦後のマラリア流行と収束
終戦後、主にアジア各地から600万人を越える引揚者が日本に戻って来た。引揚者が上陸した港では検疫が実施されたものの、短期間に大勢の人々が帰国する中で、外地で感染していた感染症の流入をシャットアウトすることは不可能であった。外地から日本国内に持ち込まれた感染症の一つがマラリアであった。外地から約50万人が日本国内にマラリア原虫を持ち込んだとの推定もあり、終戦直後は全国各地で「輸入マラリア」と呼ばれた外地からの帰還者が持ち込んだマラリアの流行が見られた、
1946年には28,219名のマラリア患者が確認され、大きな問題であると認識された。中でも悪性である熱帯熱マラリアが日本本土に定着してしまうことが懸念された。しかし「輸入マラリア」全体として多少の内地での感染が見られたものの大流行には至らずに急速に姿を消していき、1950年にはほぼゼロになった。また昭和戦前期にマラリア5県と呼ばれた中で、福井県、富山県、石川県、愛知県の4県では戦後になってマラリア患者が急速に減少した。しかし滋賀県のみはマラリア患者の減少が見られず、1948年は全国の45.5パーセント、1949年には59.8パーセントの患者が発生した。滋賀県の中では長浜市、坂田郡、彦根市、犬上郡、愛知郡、神崎郡の湖東地域でマラリアが多くみられた。中でも彦根市のマラリア罹患者は1948年の記録では湖東地域の約55パーセント、滋賀県全体でも4割近くを占め突出して高く、彦根市のマラリア問題がクローズアップされるようになった。
| 年度 | 全国患者数（人） | 滋賀県患者数（人） | 滋賀県比率（%） | 福井県患者数（人） | 福井県比率（%） | 愛知県患者数（人） | 愛知県比率（%） | 富山県患者数（人） | 富山県比率（%） | 石川県患者数（人） | 石川県比率（%） |
| ---- | ---------------- | ------------------ | --------------- | ------------------ | --------------- | ------------------ | --------------- | ------------------ | --------------- | ------------------ | --------------- |
| 1937 | 20,240           | 4,788              | 23.7            | 7,760              | 38.3            | 2,343              | 11.6            | 1,535              | 7.6             | 2,473              | 12.2            |
| 1938 | 21,616           | 4,816              | 22.3            | 6,745              | 31.2            | 2,240              | 10.4            | 1,349              | 6.2             | 3,510              | 16.2            |
| 1946 | 28,210           | 2,036              | 7.2             | 104                | 0.4             | 1,006              | 3.6             | 200                | 0.7             | 340                | 1.2             |
| 1947 | 11,825           | 1,944              | 17.2            | 73                 | 0.6             | 264                | 2.2             | 167                | 1.4             | 60                 | 0.5             |
| 1948 | 4,953            | 2,258              | 45.5            | 25                 | 0.5             | 49                 | 1.0             | 50                 | 1.0             | 32                 | 0.6             |
| 1949 | 3,716            | 2,223              | 59.8            | 32                 | 0.9             | 68                 | 1.8             | 23                 | 0.6             | 18                 | 0.5             |

- 彦根市に於けるマラリア防遏（小林弘著、1960年刊）p.10より作表（元データは厚生省）
- 1939年から1945年まではデータ無し

| 年度 | 滋賀県患者数（人） | 彦根市患者数（人） | 比率（%） |
| ---- | ------------------ | ------------------ | --------- |
| 1945 | 4,707              | 195                | 4.4       |
| 1946 | 2,036              | 311                | 6.7       |
| 1947 | 1,944              | 451                | 23.2      |
| 1948 | 2,258              | 873                | 38.7      |
| 1949 | 2,223              | 464                | 20.9      |
| 1950 | 289                | 111                | 38.4      |
| 1951 | 86                 | 43                 | 50.0      |
| 1952 | 31                 | 20                 | 64.5      |
| 1953 | 4                  | 1                  | 25.0      |
| 1954 | 2                  | 0                  | 0         |
| 1955 | 2                  | 0                  | 0         |
| 1956 | 0                  | 0                  | 0         |

- 彦根市に於けるマラリア防遏（小林弘著、1960年刊）pp.15-16、滋賀県におけるマラリア撲滅の効果について（加藤、1969）pp.29-30により作表（元データは滋賀県衛生部・彦根市）

## 彦根市のマラリア
滋賀県内で発生していたマラリアは48時間ごとに発熱を繰り返す「三日熱マラリア」であり、琵琶湖東岸の低湿地帯周辺に多く発生し、湖から離れるにしたがって減少していた。滋賀県内で行われたマラリアを媒介するハマダラカの生息状況調査でも、湖沼、湿地帯に多く発生していることが確認されている。マラリアは古くから流行していたものと推測されているが、滋賀県内で明治以前、マラリアの記録は確認されていない。1880年12月に滋賀県衛生部から出された、医師にマラリア患者を届出報告させるとの内容の通達が滋賀県内におけるマラリアの初の記録である。しかしその後、明治時代から大正時代にかけては滋賀県内のマラリア感染の実情は十分に把握されることが無かった。
かつて彦根では「瘧（おこり）を震う」ことは春の行事の一つのような位置づけであり、また「二、三日瘧を震わんと夏が越せない」という言葉もあり、マラリアは彦根の人々にとってありふれた病気であった。彦根市は琵琶湖周辺に標高が湖面と大差がない低地が広がっていて水はけが悪く、湖の入江や湖に流入する川の周辺に湿地帯があり、湖岸に沼地も多かった。また市街地には彦根城を囲む内濠、中濠、外堀の三重の濠があって、外濠は市街地に囲まれるようになっていた。さらには彦根市域に水田も多く、稲作が行われる時期には市内の水域は更に拡大した。このような環境が彦根市にマラリアが多く発生した要因となったと推測されている。

### 戦前期の対策
滋賀県内において初めて実施されたマラリア予防策は、1884年4月に県令として制定された「溝渠浚渫規則」であるとされている。1913年、滋賀県は県下の自治体にマラリア予防の心得を配布し、1924年には「衛生事業補助規則」を制定した。1925年には「マラリア予防調査委員設置規則」を制定し、予防調査委員によってマラリアの感染状況の把握が行われるようになった。また1925年度には滋賀県衛生課が能登川村など4自治体の全住民を対象にキニーネを服用させたところ、マラリアの患者数が半数以下に減少したため、1927年度には野洲郡、高島郡に無償配布の範囲を拡大したところ、やはり両郡でマラリアの患者数が半数以下に減少するという効果が確認された。そこで滋賀県は1930年度までに県下全域にキニーネの配布を実施し、また1929年度からは八幡警察署、彦根警察署、長浜警察署管内で滋賀県の県費負担により石油乳材の配布を行い、翌1930年度には全県に拡大した。このような対策の結果、マラリア予防調査委員配置時の1925年には3万5000人近くのマラリア患者数であったものが、1935年ころには年間約7000人になり、対策による効果はあったもののまだ多くのマラリア患者が発生していた。
滋賀県内に歩兵連隊を配置することになった際、彦根町が有力候補であったものがマラリアの蔓延が問題視されて大津付近への設置が決まったと言われており、1917年に滋賀県下で行われた陸軍特別大演習は彦根に大本営設置が決定するまでの間に、やはりマラリアが問題点として取り上げられたと伝えられている。県内でもマラリアの流行地として知られていた彦根町では大正時代、1921年度からマラリア予防費の予算計上を開始し。公立病院への無料診察券の配布を行い、彦根高等商業学校の開校時にはマラリアを媒介する蚊の駆除を目的とした溝浚いを実施し、さらに彦根警察署ではため池や汚水溜まりに石油乳材の散布を奨励するといった対策を実施したものの、ほとんど効果は見られなかった。1925年には県によるマラリア予防調査委員設置規則の制定に伴い、マラリア予防調査委員を彦根町の各町内に配置した。1937年の市政施行後、同年には京城帝国大学、大阪帝国大学の学識経験者の指導により作成されたマラリア予防についてのリーフレットを作成、配布した。また溝渠の浚渫、キニーネの配布、石油乳材の散布が実行された。そして1941年に彦根市内の水路にカダヤシの放流を行い、1942年には滋賀県が作成したマラリア予防に関するリーフレットの全戸配布を行い、大阪帝国大学微生物病研究所からマラリア対策の指導を受けた。
しかし戦前期の彦根におけるマラリア対策には大きな課題があった。マラリアなどの感染症予防のため上下水道の整備する必要性が唱えられていたが、琵琶湖に面する彦根では地面を少し掘れば湧水があり水を得ることが出来るため、住民たちに上下水道の必要性の理解が進まなかった。しかし昭和に入るころから彦根周辺に工場の進出が相次いだため、地下水のくみ上げ量が増加して日照り時には渇水が発生するようになった。また彦根の観光業の発展のために伝染病の撲滅が強く求められるようになった。そのため、まず上水道の整備を先行して実施することにしたものの、1937年の日中戦争開戦により、自治体の新規事業に関わる起債が認められなくなったため事業計画は頓挫し、結局上下水道の整備は戦後に持ち越された。戦時体制下、物資不足と戦況の悪化は実施されていたマラリア対策にも影響を与えた。1944年には石油乳材の配布が中断され、1945年に入るとキニーネの配布も中止されて溝渠の浚渫のみが継続され、戦況の悪化の中でマラリア予防対策の実行は困難となった。

### マラリア都市
終戦後の混乱の中、マラリア対策はどうしてもおろそかになっていた。1946年、彦根市で行われたマラリア対策は溝の清掃と石油乳材の散布程度であり、1948年の段階でも溝の清掃も十分に行われていなかった。このような中で全国的にみてもマラリアの蔓延地であった彦根市は、「マラリア都市」とも呼ばれるようになった。
彦根市のマラリア対策に不満を募らせていたのがGHQの地方組織にあたる軍政部であった。軍政部は1947年、彦根市のマラリア患者が前年よりも増加したため、彦根城の内濠清掃費の増額を命じた。1948年初めにはマラリア蔓延地であることを理由として、連合国軍の将兵らの公的な業務以外の彦根市への立ち入りを禁止した。そして連合国軍将兵の立ち入り禁止措置を彦根市側に通告した上で、マラリア問題への抜本的対策を命じた。軍政部からの命令を受けて、小林郁彦根市長のもと市はマラリア対策の立案を行うことになった。1948年6月には学識経験者ら専門家により構成された彦根市マラリア予防対策委員会が発足した。また薬剤の散布を開始し、市民にリーフレットを配布するなどという対応を行った。しかしこの程度の対応では軍政部を納得させることは出来なかった。1949年1月6日に滋賀県庁で行われたマラリア対策会議の席上、近畿地方軍政本部は彦根市のマラリア対策を厳しく批判し、翌1月7日には近畿地区軍政本部名の「マラリア対策に関する勧告書」が手渡された。「マラリア対策に関する勧告書」では今後採るべきマラリア対策について詳細に述べられており、1月20日までに勧告書の内容に沿った実効性のあるマラリア対策を立案、報告するよう指示された。

## マラリア対策
「マラリア対策に関する勧告書」を受け、彦根市側は早速「彦根市マラリア対策計画」を立案した。1949年1月14日に開催された彦根市マラリア予防対策委員会において「彦根市マラリア対策計画」は承認され、近畿地区軍政本部に提出した。「彦根市マラリア対策計画」ではマラリア予防に関する条例の制定、衛生課の新設などの体制強化、蚊の生息状況等の調査、清掃・消毒、前年度マラリア感染者に対する無料服薬、マラリア予防に関する普及啓発活動、マラリア予防を目的とした土木工事といった対策が盛り込まれた。
後述のような彦根市側のマラリア制圧体制が整備された後も軍政部側からの関与は続いた。約2年間、2週間に1回のペースで滋賀県軍政部か近畿地区軍政本部から調査官が派遣され、彦根市側にマラリア対策に関する各種資料の提出と詳細な説明を求めた。彦根市側は調査官への対応に苦慮したものの、一方では軍政部は薬剤や各種器具等の入手や整備に協力しており、このような軍政部からの関与の継続はマラリア対策推進の追い風となり、軍政部側も彦根市のマラリア対策に高い評価を与えるようになった。

### 体制の整備

#### 彦根市マラリア予防条例の制定
マラリア制圧には、ヒトの体内のマラリア原虫を根絶することを目指す原虫対策と、中間宿主であるハマダラカ類の駆除を行っていく蚊対策の2つの方法がある。彦根市のマラリア対策では蚊対策をメインとしつつ原虫対策を並行して行い、マラリアの撲滅を目指した。1949年3月15日に彦根市議会の議決を経て制定された「彦根市マラリア予防条例」では、第一条に蚊対策である水域や住居とその周辺の清潔の保持、除草、溝渠などの浚渫、薬剤の散布、そしてマラリア対策を目的とした土木工事の実施を定め、第二条、第三条において原虫対策であるマラリア患者、マラリア原虫保持者の受診治療義務を定めた。そして第一条から第三条に定められたマラリア対策の実行に当たり、市長は必要な指導を行うことが出来るとし、指導に従わない場合には文章での戒告を行い、さらに正当な理由なく市長の戒告に応じない場合は、罰金、拘留、科料を科すとした。
1949年末には、1949年度から1953年度の5か年にわたる総経費5000万円の「彦根市マラリア対策第一次五か年計画」が立案された。計画では学校、各職場、市内の各町内に対して普及啓発活動を行うこと。マラリア原虫保有者の把握と治療に努め、蚊の生息状況と活動状況を把握し、薬剤散布、水域の清掃を行うこと。そして排水路の整備や彦根城の外濠などの水域の埋め立てを行うこととされた。

#### 衛生課の新設と彦根マラリア研究所の設置
1949年当時、彦根市長を務めていた小林郁は、京都帝国大学医学部を卒業し、彦根で開業していた開業医であった。小林郁は彦根市のマラリア対策の責任者として長男の小林弘を選んだ。小林弘もまた長崎医科大学を卒業後軍医となり、戦後は父、小林郁が開業した医院で医師として働くようになり、1947年には彦根市医師会の副会長になっていた。小林弘は強いリーダーシップを発揮してマラリア対策をけん引した。また戦前、台湾においてマラリア対策を行ってきた当時の日本におけるマラリア研究の第一人者であった森下薫が彦根市から委嘱を受け、マラリア対策のアドバイスを行った。その他、やはりマラリアの研究者として知られていた大鶴正満ら他の専門家からの協力もあった。
1949年4月、彦根市は衛生行政全般の強化を目的として衛生課を新設し、小林弘が衛生課長に任命される。6月にはマラリア対策の調査、研究を目的とした彦根マラリア研究所が設立され、所長は小林弘が兼任した。彦根マラリア研究所は開設当初、滋賀県立女子専門学校の一角を間借りしていたが、翌1950年5月には彦根市役所隣に新築された建物に移転し、移転後の6月には彦根市衛生研究所設置条例に基づき、マラリアのみならず結核等の感染症全般の調査研究を行う彦根市衛生研究所に改組され、小林弘は引き続き所長を務めた。

### 普及啓発活動
彦根市内の小中学校では彦根マラリア研究所が制作した副読本「マラリア読本」を用い、マラリアの原因と病状、治療と予防法について学んだ。そして毎年春ないし夏には「マラリア撲滅強調週間」が設けられ、マラリア関連の資料展や小中学生が制作したマラリア対策ポスターなどを展示する「マラリア予防展」が開催され、市内各地で講演会、映画上映が行われた。1950年5月に行われた第二回マラリア予防展では、彦根マラリア研究所と彦根市衛生課が制作して森下薫が学術指導を行った、マラリア予防教育映画「翼もつ熱病」が上映された。また市の広報誌や各新聞社などの報道機関による報道を通じて市民にマラリア対策の啓発活動を行った。
普及啓発活動は市民のマラリアに関する知識を高め、マラリア制圧に対する理解を進めるとともに、積極的に制圧対策に参加していくよう促す形で行われた。例えば後述の蚊対策では空き缶や墓の花筒などに溜まった水の丹念な除去といった形で、彦根市の個々の世帯レベルでマラリア対策が進められるようになった。

### 原虫対策
彦根市では確実にマラリア患者を鑑別するため、市内の全開業医にマラリア鑑別用の採血用具を無料で供給し、マラリアであるかどうかの鑑別は彦根マラリア研究所で一括して行うことにした。またかつてマラリアに罹患した経験がある住民全員に採血を行い、マラリア原虫の保因者の確実な把握に努めた。治療に関しては、まずマラリアにかかった経験のある者に対しては予防的内服用としてキニーネ、アテブリン、プラスモシンを供給した。そしてマラリア患者、原虫保因者にはやはりキニーネ、アテブリン、プラスモシンを服薬させ、医療費は半額とする措置を講じた。また彦根では日本で初めてマラリア治療薬としてクロロキンの治験が行われた。

### 蚊対策
蚊対策としては蚊の駆除を目的とした薬剤散布と蚊の発生源を無くすことを目的とした土木工事が行われた。中でも土木工事はマラリア対策の根幹とされた。琵琶湖沿岸に市域が広がり低湿地帯や水田が多く、市街地には彦根城の濠もあるという水域が広い彦根市の特徴から、水域の土木工事を行って蚊の発生源を断っていかなければマラリアの撲滅は達成できないとの判断から、土木工事が最重要視されることになった。また森下薫は、土木工事によって蚊の発生源を断つことが出来れば対策の効果は永続的であり、長い目で見れば経済的にもなると土木工事の重要性を指摘した。そこで「彦根市マラリア対策第一次五か年計画」とともに「彦根市マラリア対策衛生土木第一次五か年計画」が立案され、実行に移された。
薬剤散布ではDDTの残留噴霧を家屋内の風呂場や台所の棚の裏、物置、家畜小屋などで行った。また冬季には越冬する蚊を駆除することを目的としてやはり家畜小屋などにDDTの噴霧が行われた。また除虫菊の粉末を配合した石油乳材を水田を除く市内の水域に約10日に一度の割合で散布し、特に琵琶湖の湖岸地域の水域に重点的に散布した。これらの対策の結果、彦根市内では蚊の発生数が対策前と比較して8割以上の減少が確認された。
琵琶湖の湖面と標高差が少ない地域が広がる彦根市では水はけが悪い場所が多く、水が滞留することによって出来た水たまりはハマダラカの発生源となっており、衛生的にも劣悪であった。そこで排水状況の改善を目的とした排水溝の工事が市内各地で進められ、彦根市内の排水状況は著しく改善した。

### 彦根城の湿地帯埋め立て問題

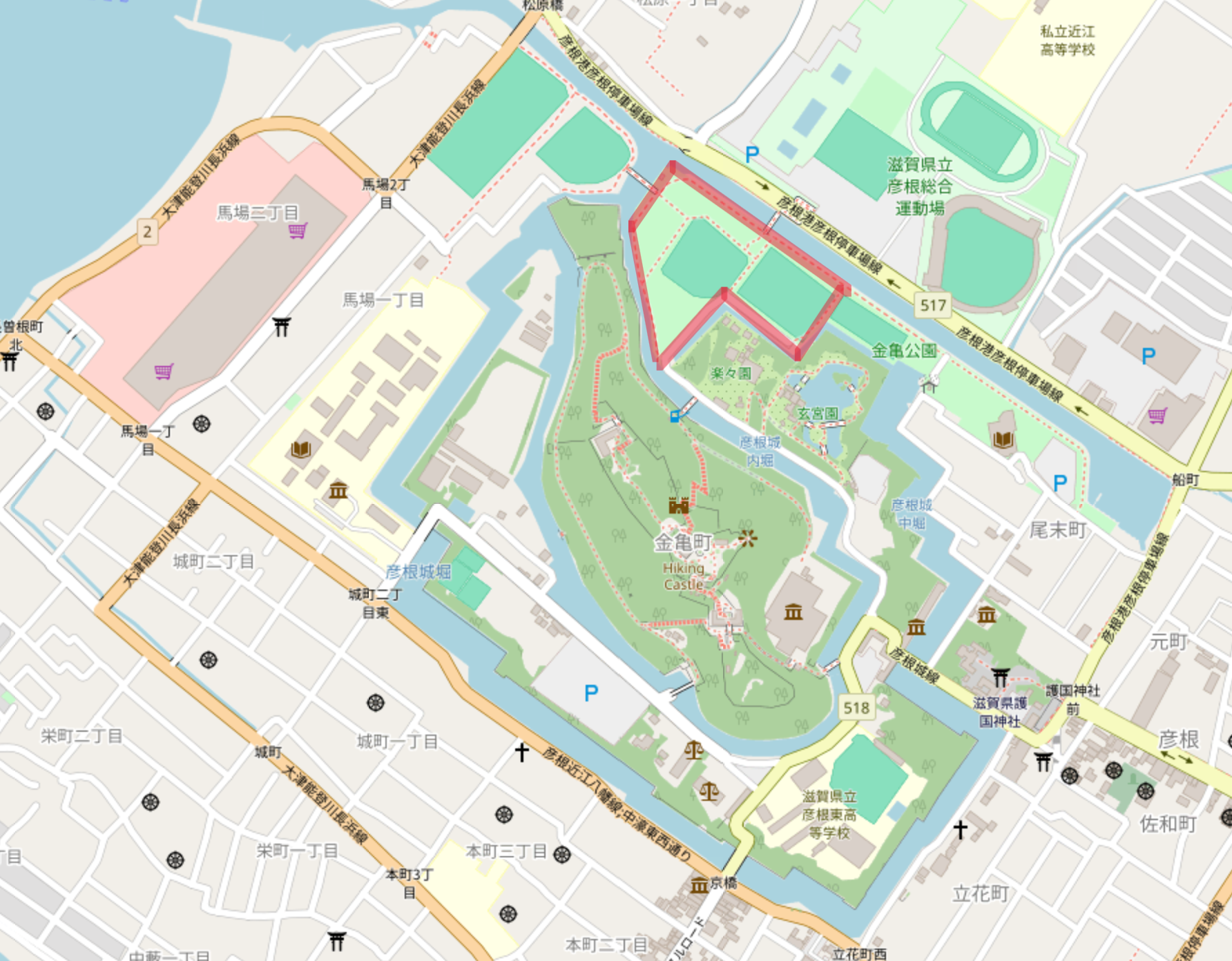
地図上の赤枠内が埋め立て対象となった彦根城の湿地帯。

彦根市のマラリア対策のアドバイザーであった森下薫の提言では、彦根城の濠が極めて重要なマラリア発生地であると指摘していた。彦根城は内濠、中濠、外濠の三重の濠に囲まれていたが、ハマダラカの発生源として特に問題視されたのが外濠であった。これは内濠、中濠は濠の石垣の残存状況が良く比較的原型を留めていたのに対し、外濠は濠の土手が崩壊して湿地帯に近くなっていて、水草や雑草が生い茂るにまかせた蚊の発生に最適な環境となっていた上に、人家が立ち並ぶ市街地の中にあったためであった。また楽々園東側の中濠と、楽々園西側の湿地帯が蚊の繁殖の好適地であるとして埋め立ての対象となった。

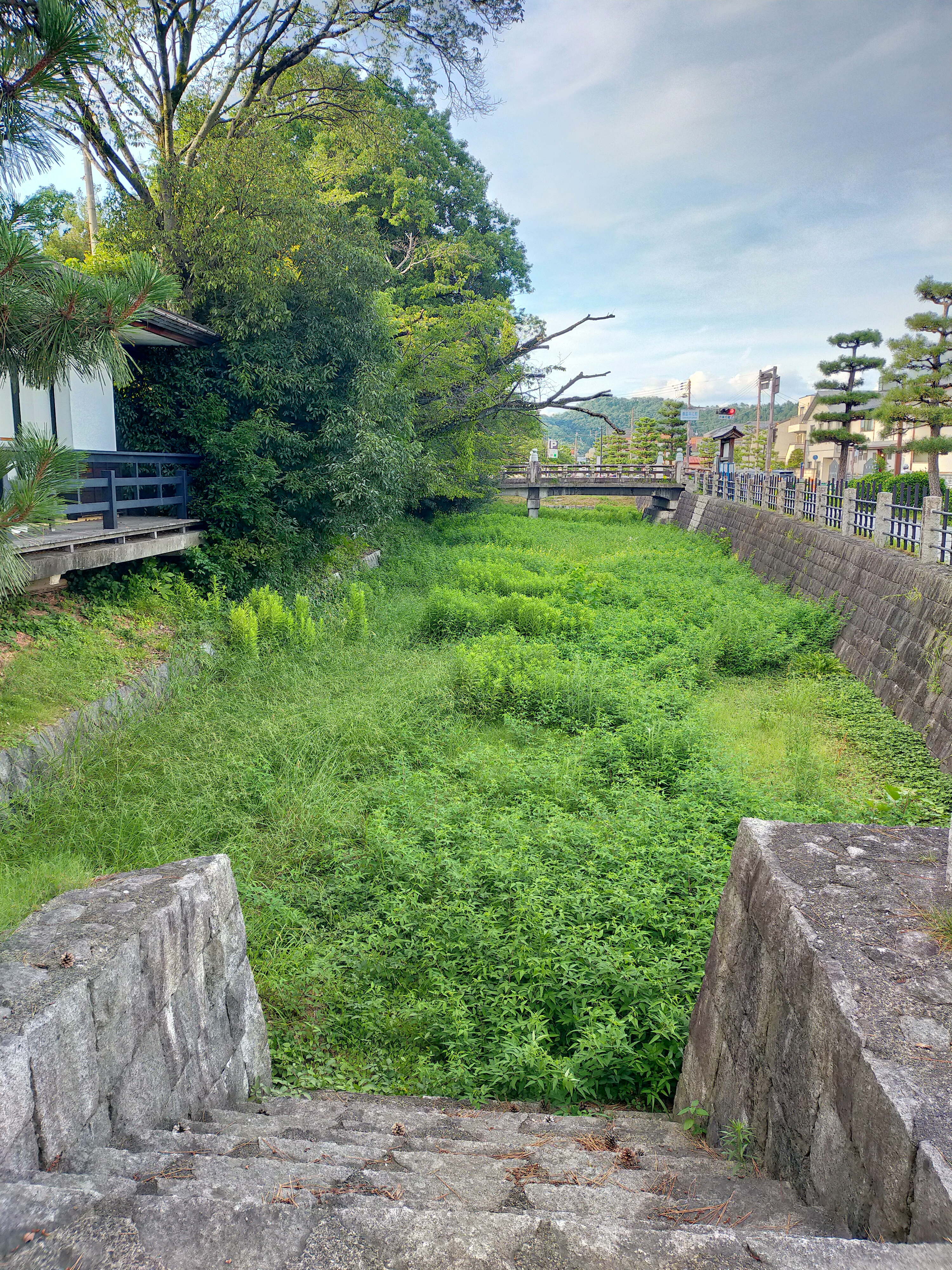
彦根城の外濠跡。外濠はマラリア対策により埋め立てられた。

1952年度から翌1953年度にかけて、楽々園東側の内濠と西側の湿地帯は埋め立て整地事業の対象となった。東側の内堀は彦根城の史跡指定対象地が含まれ、西側の湿地帯は対象外であった。彦根市側としては埋め立て後、史跡である彦根城の景観を損ねないために緑地化して観光地化する計画であった。1952年7月、埋め立て計画が新聞紙上で報道されると、一部の市民から反対の声が上がりだした。7月25日、彦根市は文部省文化財保護委員会に史跡変更許可願を提出する。許可願は史跡指定対象地が含まれる楽々園東側の内堀だけではなく、念のため対象外の西側の湿地帯についても変更対象地とした。しかし滋賀県教育委員会は埋め立て反対意見を出した。また彦根市史談会の一部会員は彦根城保存の観点から埋め立てに反対し、文化財保護委員会に反対意見を提出した。新聞の投書欄上でも賛否両論が戦わされるようになった。8月21日になって彦根市から提出された意見書を精査した結果として滋賀県教育委員会は反対意見を撤回し、文化財保護委員会に賛成の副申書を提出するが、埋め立て反対意見が収まることはなかった。このような中で学識経験者ら専門家により構成された彦根市マラリア予防対策委員会は埋め立て賛成の意見書を彦根市長と文化財保護委員会に提出したが、やはり反対意見が収まることはなかった。

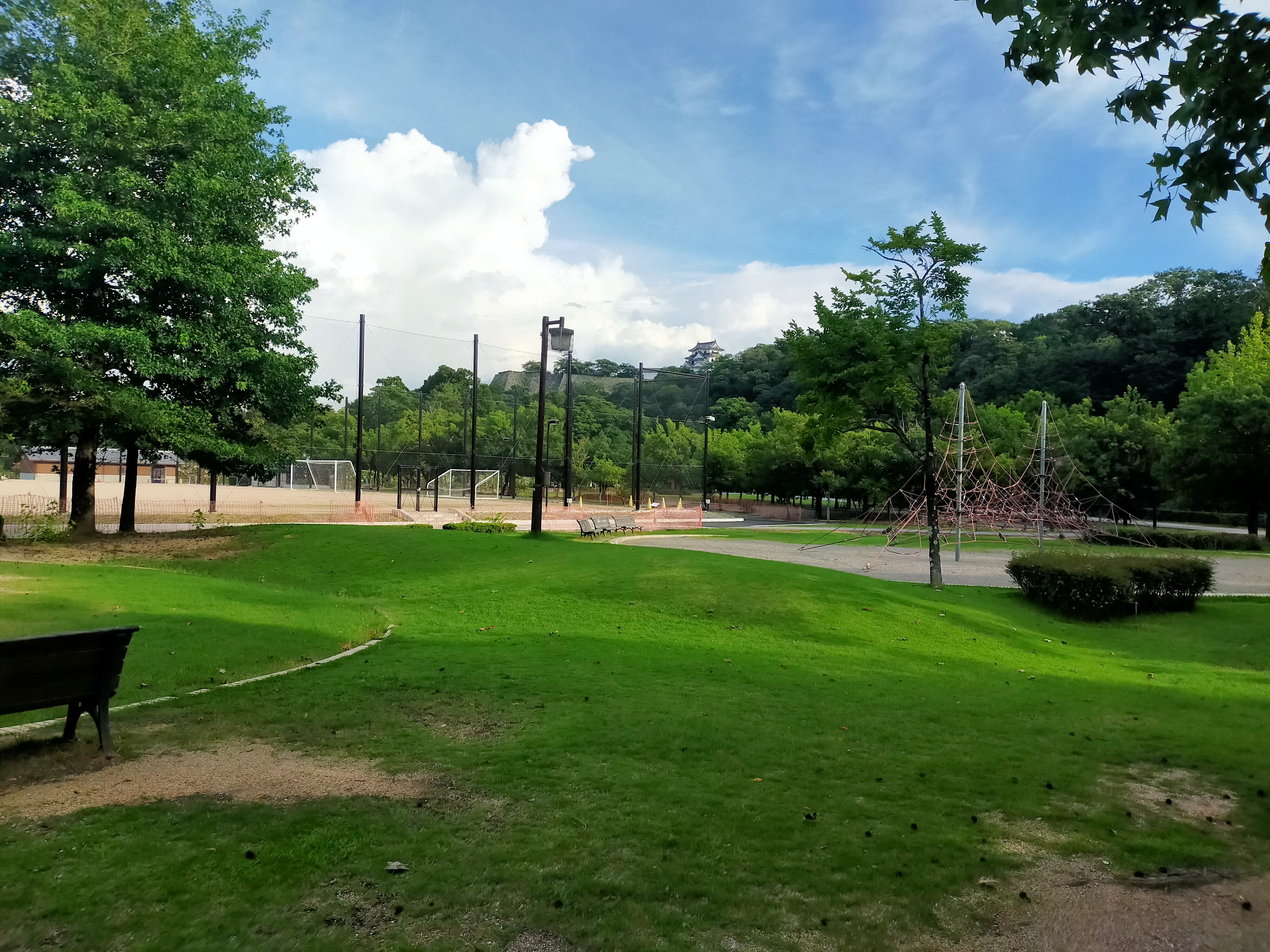
マラリア対策で埋め立てられた場所に造成された金亀公園、奥に彦根城の天守閣が見える。

マラリア対策の責任者であった小林弘は彦根市史談会の会合に出席して計画への理解を求め、市の広報誌でも埋め立て計画の詳細と必要性を説明し、市民の理解を求めた。また彦根市は森下薫に意見を求めた。森下は10月15日にマラリア対策に最も効果的であり、効果が永続する対策は埋め立てである旨の回答をした。11月8日、彦根市立図書館において行われた彦根市史談会と小林弘らが出席した会議の席で史談会側の反対運動の終了が提案され、小林弘は文部省文化財保護委員会の決定に従う旨を宣言し、埋め立て反対運動は終息した。結局、文化財保護委員会は楽々園西側の湿地帯について、名勝である玄宮園と楽々園の環境を害する工事を絶対に避けることを条件として彦根市側の許可願を認める決定を行い、1953年1月22日に彦根市側に正式に通知が届いた。その後3月23日から工事が始められ、埋め立て後は計画通り緑地帯として整備された。また楽々園周辺以外の濠の埋め立てについては住民らからの反対運動は起きず、1956年に濠の埋め立て工事は完了した。
彦根城の濠の埋め立てに代表される衛生土木工事については、マラリアの撲滅に大きく寄与したとの評価がある反面、マラリア患者数の推移や蚊の幼虫の生息調査のデータなどから、住民たちへの普及啓発活動、マラリア患者に対する治療、そしてDDTなどの薬剤散布といった他の対策がマラリア撲滅の決め手となったとの分析もある。この分析では衛生土木工事をマラリアの知識、予防等の普及啓発活動と並行した形で行うことによって、住民たちのマラリアに対する意識をより高める狙いもあったのではないかと推測している。

## マラリア撲滅の達成
彦根市のマラリア対策の結果、対策開始前の1948年には873人の患者が発生していたが、対策が開始された1949年には464人と減少し、その後もマラリア患者は減少を続け、1951年には43名となり、1954年には0になった。1949年のマラリア対策開始後、6年目でマラリアの撲滅を達成したことになる。また滋賀県も1950年度以降彦根市以外のマラリアの発生地への対策を強化し、1955年に2名の患者が出たのを最後にマラリアの発生は0となった。
1949年度に開始された「彦根市マラリア対策第一次五か年計画」に続いて、1954年度からは「彦根市マラリア対策第二次五か年計画」が立案されたが、マラリアの発生が無くなったことに加えて市財政の赤字解消が市の重要課題とされるようになったため、計画はほとんど実行されなかった。二次計画の中で計画された土木事業は上下水道の整備等、環境衛生事業の枠で実行されることになった。また1956年3月には彦根市衛生研究所が閉鎖となった。
彦根市のマラリア対策は1951年には彦根市が第一生命主催の第3回保健文化賞を受賞し、マラリア対策の責任者であった小林弘は、1956年に全国都市清掃会より第8回全国清掃事業功労賞、1958年には中部日本新聞社から第6回中日社会功労賞を受賞するなど高い評価を受けた。また彦根市のマラリア対策は戦後の公衆衛生に関わる取り組みの成功例のひとつとされ、マラリア対策の衛生土木事業は都市計画上の成功事例とされている。また現在も世界各地でマラリアの蔓延が大きな問題となっている中、彦根市のマラリア対策は現在に通じる意義があると指摘する意見もある。